# Сатанівський консервний завод
Са́танівський консе́рвний заво́д — підприємство харчової промисловості в селі Сатанівка Хмельницького району Хмельницької області.

## Історія заводу
Сатанівський консервний завод утворено 1947 року на базі прикордонної застави. На той час виробляли карамель, було відкрито бондарний цех. Поступово виробництво розвивалося, тож від виробництва карамелі перейшли до виробництва повидла, а також плодоовочевих консервів.
Наприкінці 1960-х років на Сатанівському плодоконсервному заводі працювало 76 робітників. Тут виготовляли найрізноманітніші плодоовочеві консерви, компоти, джеми, варення, соки, безалкогольні напої. 1968 року завод випустив понад план 300 тисяч умовних банок консервів .
Підприємство завжди працювало на місцевій сировині. В найкращі роки тут виготовляли близько 60 найменувань продукції на суму 1,2 мільйона карбованців.
31 серпня 1995 року засновано відкрите акціонерне товариство «Сатанівський консервний завод» внаслідок приватизації державного підприємства.
У зв'язку з важким фінансовим станом підприємство припинило діяльність із листопада 1996 року.
Наприкінці 1997 року збори акціонерів передали завод підприємцю Володимиру Мілентійовичу Гуменному в оренду на 20 років. Недвовзі основні цехи заводу запрацювали. Нині тут виробляють томатний соус, зелений горошок, м'ясні та рибні консерви, кабачкову ікру, консервовані огірки, кабачки, морквяний сік тощо. Завод працює під замовлення. На українсько-польській лінії для виробництва натуральних продуктів використовується вітчизняна сировина. В перспективі розробляється впровадження нових ліній для розливу мінеральних вод типу «Нафтуся», «Збручанська» та інших продуктів.